# Chikusichloa
Chikusichloa  Koidz. é um género botânico pertencente à família Poaceae, subfamília Ehrhartoideae, tribo Oryzeae.
Suas espécies ocorrem nas regiões tropicais e temperadas da Ásia.

## Espécies
- Chikusichloa aquatica Koidz.
- Chikusichloa brachyathera Ohwi
- Chikusichloa mutica Keng